# 軌道離心率

離心率と円錐曲線

軌道力学において、軌道離心率（きどうりしんりつ、英語: orbital eccentricity）とは、天体の軌道がどれだけ真円から離れているかを表すパラメーターであり、0から∞までの値をとる。軌道離心率は天体の運動を決定する6つの軌道要素のうちの一つである。
軌道離心率eは
- {\displaystyle e=0}のときに円軌道
- {\displaystyle 0<e<1}のときに楕円軌道
- {\displaystyle e=1}のとき放物線軌道
- {\displaystyle e>1}のとき双曲線軌道

となる。軌道離心率が1未満であることは周回軌道の条件であるため、彗星等の遠方からの天体の軌道の分析にとって重要な意味を持つ。
通常、軌道離心率は楕円のケプラーの軌道を運動する二体問題か、二天体以外の摂動の効果が小さくケプラーの法則が近似して当てはめられる系(一般の衛星や惑星の軌道)に対して定義されるが、クレンペラーのバラ飾りなど、3体以上の問題でも楕円軌道をとり軌道離心率が定義できる系が存在する。また、逆二乗則の働く相互作用では離心率が定義できる。

## 定義

### 幾何学的な定義

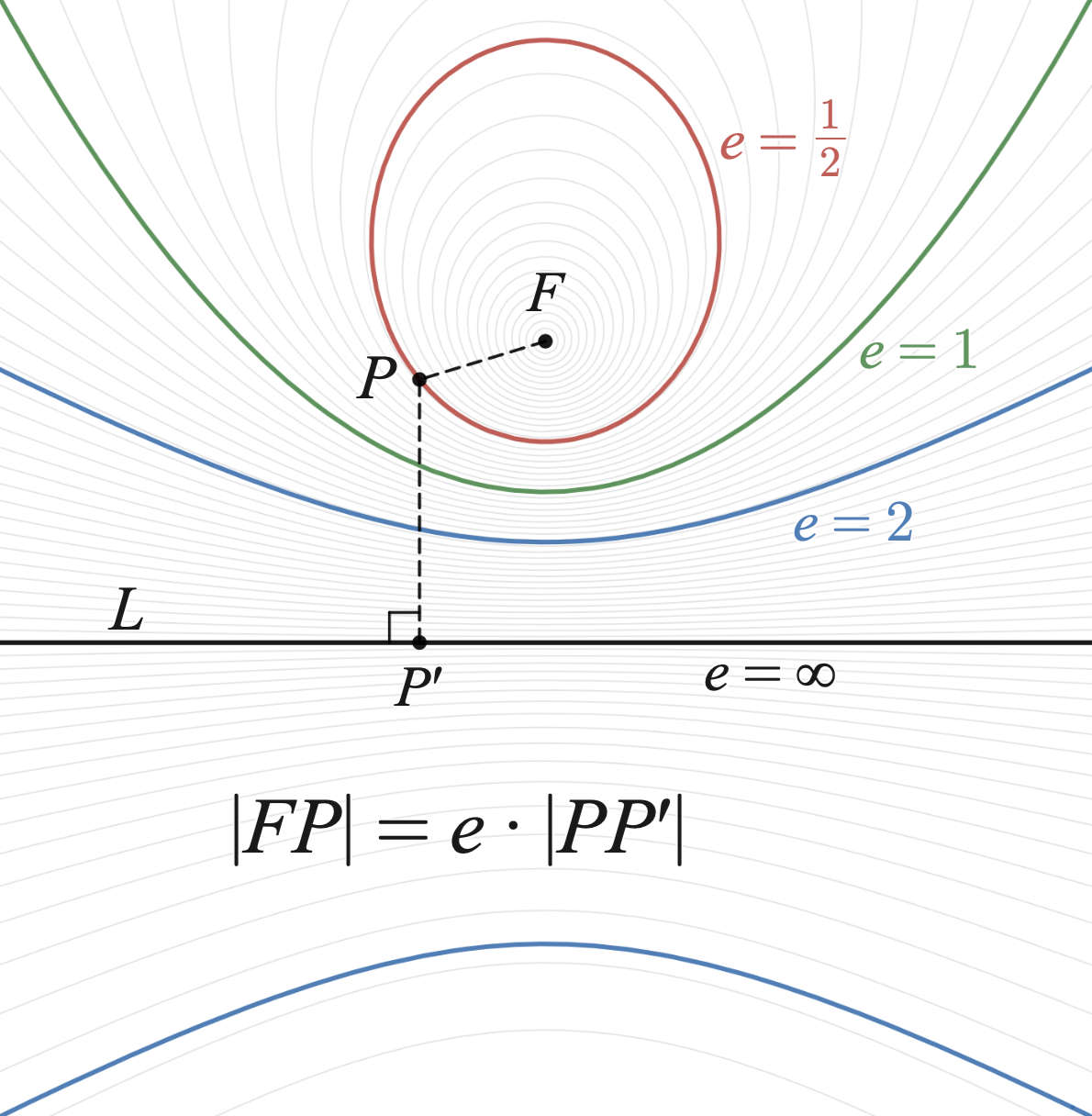
焦点Fと準線Lを固定し、離心率 e を変えて描かれた円錐曲線。

一般に円錐曲線の離心率{\displaystyle e}は、焦点F、準線L上の点P'、曲線状の点Pの距離の比によって
{\displaystyle e={\frac {\mathrm {FM} }{\mathrm {MM'} }}}
と定義される。離心率が変化しない曲線状のどの点Pについても離心率が変化しない曲線が円錐曲線である。
楕円軌道の場合は、離心率{\displaystyle e}を軌道長半径をa、軌道短半径をbとして次の式で表すこともできる。
{\displaystyle e={\sqrt {1-\left({\frac {b}{a}}\right)^{2}}}}

### 全エネルギーを用いた表示
更にエネルギーとの関係で離心率{\displaystyle e}を、全エネルギー{\displaystyle E}、角運動量{\displaystyle L}、換算質量{\displaystyle m_{red}}、中心力の係数{\displaystyle \alpha }として次の式で表せる。
{\displaystyle e={\sqrt {1+{\frac {2EL^{2}}{m_{\text{red}}\,\alpha ^{2}}}}}}
ただし換算質量{\displaystyle m_{\text{red}}}とは、二天体の質量を{\displaystyle m_{1}}と{\displaystyle m_{2}}として
{\displaystyle m_{\text{red}}={\frac {m_{1}m_{2}}{m_{1}+m_{2}}}}
で表される量であり、中心力の係数{\displaystyle \alpha }とは、公転する天体にかかる力Fと中心天体からの距離rを用いて
{\displaystyle \alpha =F\cdot r^{2}}
で表される量である。

## 計算
離心率は、離心率ベクトルの絶対値として表される。
{\displaystyle e=\left|\mathbf {e} \right|}
ここで{\displaystyle \mathbf {e} \,\!}は離心率ベクトルである。
楕円軌道では、近点距離 {\displaystyle r_{\mathrm {p} }}、遠点距離 {\displaystyle r_{\mathrm {a} }} でも表現できる。
{\displaystyle e={\frac {r_{\mathrm {a} }-r_{\mathrm {p} }}{r_{\mathrm {a} }+r_{\mathrm {p} }}}=1-{\frac {2}{r_{\mathrm {a} }/r_{\mathrm {p} }+1}}.}

## 例

周期が等しく離心率が異なる軌道の運動
0.0·
0.2·
0.4·
0.6·
0.8

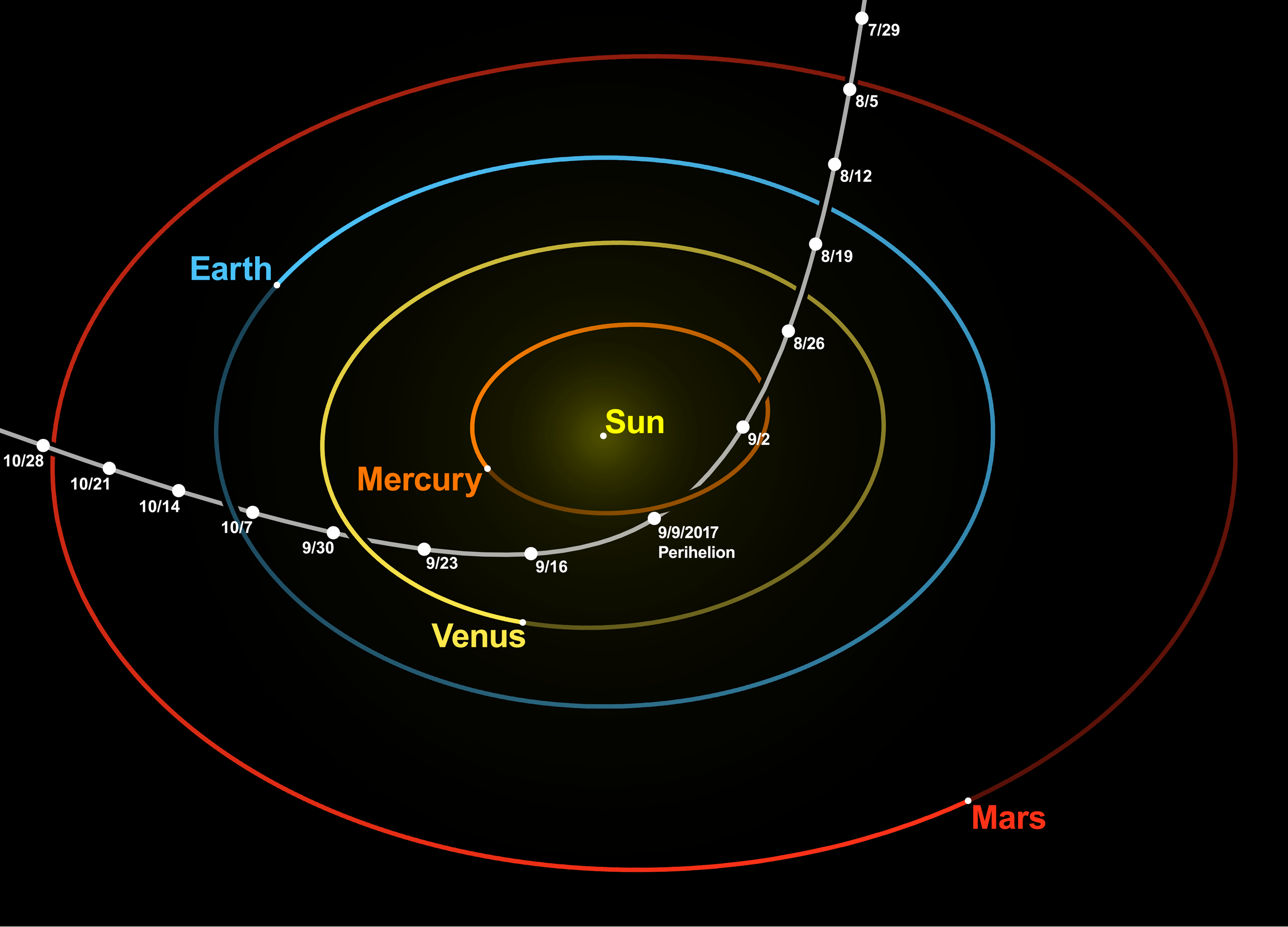
オウムアムアの双曲線軌道

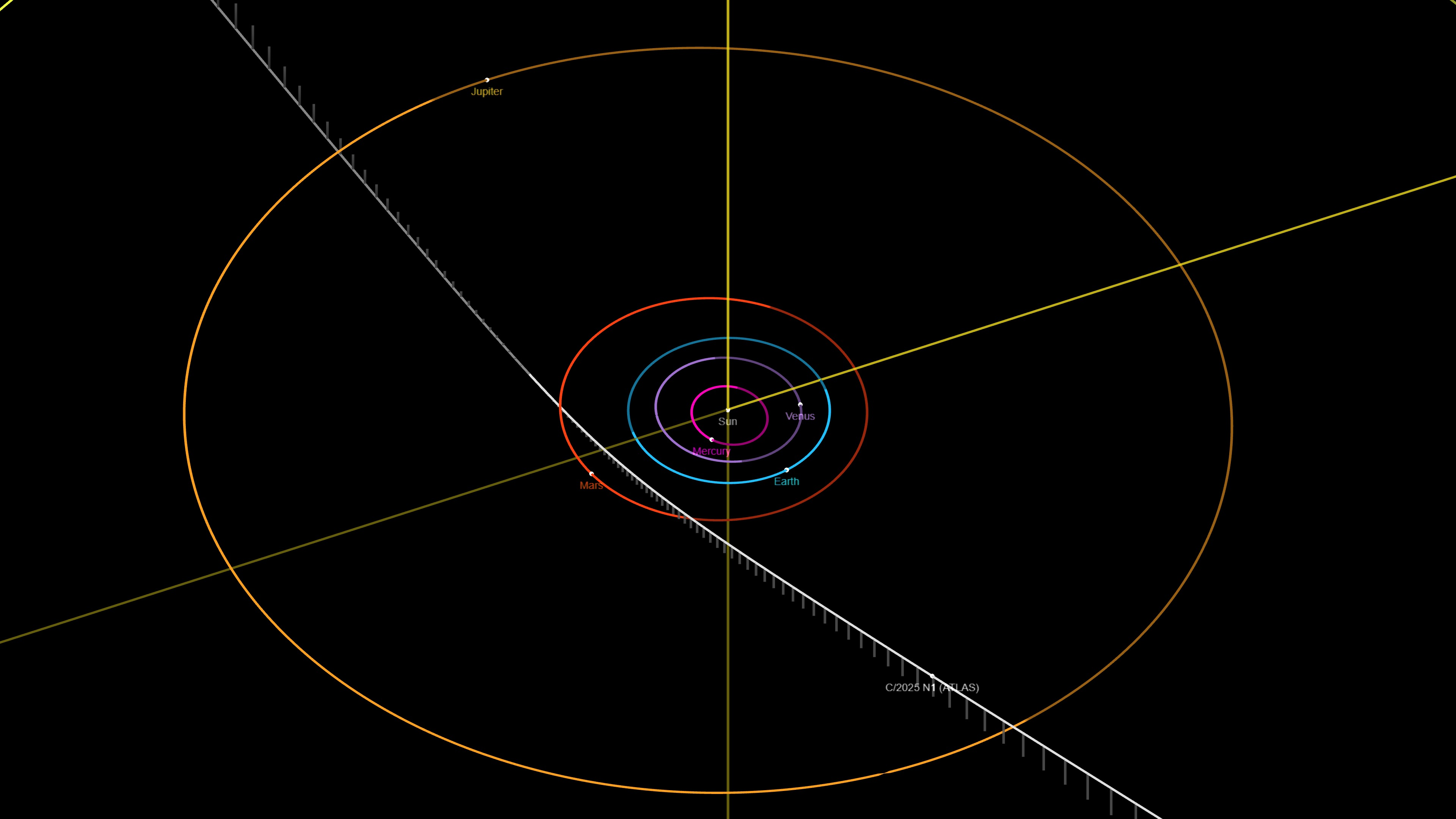
3I/ATLASの軌道

地球の軌道離心率は惑星間重力の相互作用により、長年の間にほぼ0から約0.05までの間を振れており、現在は約0.0167である（月は0.0549）。水星は0.2056と、太陽系の他の惑星と比べてかなり大きい値を持つ。準惑星の冥王星はさらに大きく、0.248である。太陽系の小惑星のほとんどは0から0.35の間で、その平均は0.17であるが、比較的大きい値を持つものは、木星の強力な重力の影響による。太陽系の中で最も値が小さいのは、海王星の衛星トリトンの0.000016である。
彗星の軌道離心率はほぼ1に近い。周期彗星は非常に長細い楕円軌道で1よりわずかに小さく、例えばハレー彗星は0.967である。非周期彗星は放物線に近い軌道を描き、やはり1に近い。例えばヘール・ボップ彗星は0.995086、マックノート彗星は1.000030である。前者の値は1より小さいため、実は楕円軌道で西暦4380年頃に再び現れる。一方、後者は双曲線軌道であり、太陽系を離れれば二度と戻ることはない。1980年に発見されたボーエル彗星は1.058と、太陽系内で観測された天体の中での最大記録であったが、2017年に発見された観測史上初の恒星間天体であるオウムアムアは1.199と極端な双曲線軌道を描いており、最大値を大きく更新した。その後、2019年に発見された2番目の恒星間天体であるボリソフ彗星は離心率がおよそ3.3、2025年に発見された3番目の恒星間天体である3I/ATLASは離心率が6.08 ± 0.10と、最大値をさらに更新した。
観測された中で最も値が小さい（=真円に近い）軌道を持つ天体は、白色矮星EQ J190947-374414と連星になっているパルサーPSR J1909-3744の0.000000135である。